# Jefferson (Nueva York)
Jefferson es un pueblo ubicado en el Condado de Schoharie en el estado estadounidense de Nueva York. En el año 2000 tenía una población de 1,285 habitantes y una densidad poblacional de 11 personas por km².

## Geografía
Jefferson se encuentra ubicado en las coordenadas 42°29′55″N 74°36′6″O / 42.49861, -74.60167.

## Demografía
Según la Oficina del Censo en 2000 los ingresos medios por hogar en la localidad eran de $35,000, y los ingresos medios por familia eran $43,269. Los hombres tenían unos ingresos medios de $34,875 frente a los $25,417 para las mujeres. La renta per cápita para la localidad era de $19,569. Alrededor del 9.9% de la población estaban por debajo del umbral de pobreza.